# Cortiglione
Cortiglione es una localidad y comune italiana de la provincia de Asti, región de Piamonte, con 614.(maschi.306;.femmine.308) habitantes.

## Evolución demográfica
| Gráfica de evolución demográfica de Cortiglione entre 1861 y 2001 |
|                                                                   |
| Fuente ISTAT - elaboración gráfica de Wikipedia                   |